# Pinanga gracillima
Pinanga gracillima är en enhjärtbladig växtart som beskrevs av Elmer Drew Merrill. Pinanga gracillima ingår i släktet Pinanga och familjen Arecaceae. Inga underarter finns listade i Catalogue of Life.